# Mecometopus giesberti
Mecometopus giesberti är en skalbaggsart som beskrevs av Chemsak och Noguera 1993. Mecometopus giesberti ingår i släktet Mecometopus och familjen långhorningar. Inga underarter finns listade i Catalogue of Life.